# Zimella
Zimella é uma comuna italiana da região do Vêneto, província de Verona, com cerca de 4.333 habitantes. Estende-se por uma área de 20,08 km², tendo uma densidade populacional de 217 hab/km². Faz fronteira com Arcole, Cologna Veneta, Lonigo (VI), Veronella.

## Demografia
| Variação demográfica do município entre 1861 e 2011                               |
|                                                                                   |
| Fonte: Istituto Nazionale di Statistica (ISTAT) - Elaboração gráfica da Wikipedia |